# Temur Cã
Öljeytü Khan (Mongolian: Өлзийт; Mongolian script: ᠥᠯᠵᠡᠶᠢᠲᠦ Öljeyitü; chinês tradicional: 完澤篤汗), nascido Temür (em mongol:  Төмөр ᠲᠡᠮᠦᠷ; chinês tradicional: 鐵穆耳; 15 de outubro de 1265 – 10 de fevereiro de 1307), também conhecido por seu nome de templo imperial chinês, Imperador Chengzong de Yuan (chinês: 元成宗, pinyin: Yuán Chéngzōng, Wade–Giles: Yüan2 Ch'eng2-tsung1), foi o segundo imperador da dinastia Yuan da China, governando de maio 10 de fevereiro de 1294 a 10 de fevereiro de 1307. Além de Imperador da China, é considerado o sexto Grande Khan do Império Mongol, embora tenha sido apenas nominal devido à divisão do império. Ele era um governante capaz da dinastia Yuan, e seu reinado estabeleceu os padrões de poder para as próximas décadas..
Ele era filho do príncipe Zhenjin (真金) e neto de Kublai Khan. Durante seu reinado, as dinastias Tran, Pagan e Champa, bem como os canatos ocidentais do Império Mongol, aceitaram sua supremacia.